# Austin Croshere
Austin Nathan Croshere (né le 1er mai 1975 à Los Angeles, Californie, États-Unis) est un ancien basketteur professionnel américain ayant joué en NBA.

## Éducation
Il fréquente la Palms Middle School, puis la Crossroads High School, et obtient son diplôme universitaire au Providence College, une institution catholique romaine de Providence, Rhode Island.

## Carrière professionnelle

### Pacers de l'Indiana
Croshere est sélectionné en 12e position de la draft 1997 par les Pacers de l'Indiana.
Joueur dur au mal, mesurant 2,08 mètres, et capable de jouer ailier fort (poste 4) et ailier shooteur (poste 3), Croshere tourne à 34,3 % de réussite à trois points depuis son arrivée dans la ligue lors de la saison NBA 1997-1998. En 1999-2000, il se surpasse, et aide les Pacers à se hisser jusqu'aux NBA Finals pour la première fois dans l'histoire de la franchise.
Il est récompensé, pour ses performances en saison régulière et surtout en playoffs, par un nouveau contrat prévoyant une importante revalorisation salariale. Les Pacers regrettent rapidement cet engagement, car Croshere ne joue plus au niveau qu'il avait laissé entrevoir durant les playoffs 2000. Logiquement, Isiah Thomas, qui est à la tête des Pacers durant les trois saisons suivantes, l'utilise avec parcimonie. Croshere ne joue que 49 matches en 2002-2003, et ne passe qu'en moyenne 12,9 minutes sur le parquet. Il est tout simplement relégué au bout du banc.
Croshere devient un remplaçant essentiel durant les années Rick Carlisle, et évolue à un très bon niveau durant la finale de la conférence Est 2004, qui oppose les Pacers aux Pistons de Détroit.

### Mavericks de Dallas
Le 5 juillet 2006, Croshere est envoyé à Dallas en échange de Marquis Daniels. Avec le départ de Croshere, Jeff Foster devient le dernier Pacer restant de l'équipe championne de l'Est en 1999-2000. Utilisé comme remplaçant de luxe, Croshere ne joue plus qu'une grosse dizaine de minutes par match durant l'excellente saison 2006-2007 des Mavericks. Il signe tout de même une grosse performance le 30 janvier 2007, en inscrivant 34 points (record en carrière) lors d'une victoire 122-102 face aux SuperSonics de Seattle.

### Warriors, Bucks et Spurs
Le 3 août 2007, Austin Croshere signe un contrat avec les Warriors de Golden State. Pour la première fois de sa carrière, il ne joue pas les play-offs. Il retrouve son ancienne franchise d'Indiana mais il est libéré avant le début de la saison régulière. Il est recruté les Bucks de Milwaukee. Il évolue avec ceux-ci jusqu'au 6 janvier 2009, pour des moyennes de 3,3 points et 2,2 rebonds. Le 16 janvier 2009, il signe un contrat de dix jours avec les Spurs de San Antonio, franchise avec laquelle il dispute trois rencontres.